# Wilson Brown (Politiker)
Wilson Brown (* 27. August 1804 im Anne Arundel County, Maryland; † 27. August 1855 in Cape Girardeau, Missouri) war ein US-amerikanischer Politiker. Zwischen 1853 und 1855 war er Vizegouverneur des Bundesstaates Missouri.

## Werdegang
Über die Jugend und Schulausbildung von Wilson Brown ist nichts überliefert. Im Jahr 1827 kam er nach Missouri, wo er sich zunächst im New Madrid County niederließ. Bald darauf zog er in das Scott County. Politisch schloss er sich der Demokratischen Partei an. In den Jahren 1838 und 1839 saß er im Repräsentantenhaus von Missouri. Im August 1852 wurde er Staatsrevisor (State Auditor).
Noch im selben Jahr wurde Brown an der Seite von Sterling Price zum Vizegouverneur von Missouri gewählt. Dieses Amt bekleidete er zwischen dem 3. Januar 1853 und seinem Tod am 27. August 1855, seinem 51. Geburtstag. Dabei war er Stellvertreter des Gouverneurs und Vorsitzender des Staatssenats.